# Staurophlebia wayana
Staurophlebia wayana là loài chuồn chuồn trong họ Aeshnidae. Loài này được Geijskes mô tả khoa học đầu tiên năm 1959.